# حملات الشاه إسماعيل على جورجيا
حملات الشاه إسماعيل على جورجيا هي حملات وقعت في عهد الشاه الصفوي إسماعيل الأول (1501–1524) للاستيلاء على جورجيا ،قام بأربعة حملات إلى أراضي جورجيا الحالية وانتهت الحملات بانتصار حاسم للصفويين. وضم جورجيا ومن تبقى من الممالك المتقسمة في اراضيها للدولة الصفوية.

## الأرض
الشاه إسماعيل، الذي هزم آل شيرفانشاه في معركة جاباني عام 1500، واستولى على باكو وشماخي، انتصر على الوند ميرزا من أغويون في معركة شرور عام 1501، ودخل تبريز وأعلن نفسه ملكًا. وبعد ذلك قامت الدولة الصفوية بتوسيع أراضيها بسرعة وتحولت إلى إمبراطورية.
جعل الحاكم الصفوي الأول شاه إسماعيل (1501–1524) مملكتي كارتلي وكاخيتي تابعتين له في أوائل العقد الأول من القرن السادس عشر. لكنه في ذلك الوقت كان يركز على تعزيز حكمه في منطقة إيران الحديثة، لذلك لم يهتم بتعزيز سلطته هنا. لقد قام بمسيرات متكررة إلى جورجيا، وخاصة المسيرة التي قام بها عام 1518. ونتيجة لهذه الحملة، جعل القضاة الجورجيين تابعين له مرة أخرى، وفي عام 1522 تم وضع حامية لجيش القلزباش في تفليس. ومع ذلك، فإن إنشاء نظام القضاة المعينين من قبل الصفويين الحقيقيين تم في عهد ابنه وخليفته طهماسيب الأول.

## مسيرات القلزباش
نظرًا لتوتر العلاقات مع السلطان العثماني، قرر الشاه إسماعيل تعزيز موقفه في جورجيا من أجل تحسين موقفه في الصراع المستقبلي. وكان الوضع في جورجيا مناسبًا أيضًا لذلك، حيث كانت هناك عدة إمارات تقاتل بعضها البعض. لقد كان الجورجيون أنفسهم هم من خلقوا الذريعة الرسمية اللازمة لهجوم الجيش الصفوي هناك. لذلك هُزم القيصر المسخيتي الرابع كفاركفاري (1516-1535) إلى جانب حاكم إيميريتي ولجأ إلى معسكر إسماعيل في ناختشيفان. ردًا على أي مساعدة منه، أرسل إسماعيل جزءًا من جيش القلزباش إلى جورجيا تحت قيادة ديف سلطان روملو. ونتيجة للحملة، هُزم جيش إيميريتي، فلجأ إلى الجيش العثماني طلبًا للمساعدة. واستعاد كفاركفاري العرش. على مدى السنوات القليلة التالية، بدأ حاكم إيميريتي، الذي عاد من الإمبراطورية العثمانية بجيش تركي، في الإغارة على عقارات كفاركوير مرة أخرى. وفي المعركة التي دارت في دابيل، هزم الغيلدهيدز الجيش العثماني، وقُتل القائد العثماني، وتمكن حاكم إيميريتي من إنقاذ حياته بالفرار إلى الجبال. تحت قيادة الدوق سلطان روملو، جرت المسيرة الجورجية الثالثة لفرسان القزلباش في عام 1521. وكانت هذه المسيرة ردًا على هجوم ملك كاخيتي على شيكي. عندما رأى لافاند خان أنه لا يستطيع الفوز، جاء إلى ديف سلطان. جنبا إلى جنب معه، تصرف حكام جورجيا الآخرون - كفاركفاري، داود باي وحاكم إيميريتي - بهذه الطريقة. جاءوا مع ديف سلطان إلى الشاه إسماعيل الذي كان يقضي الشتاء في ناختشيفان. هنا، تعهد القياصرة الجورجيون بدفع الجزية السنوية للصفويين وإعادتهم إلى ممتلكاتهم.
قبل وقت قصير من وفاة الشاه إسماعيل، كان هو وشيكي في محيط جورجيا، وهناك قاموا بالصيد مع القزلباش. وفي طريق العودة من هناك، قيل للشاه إسماعيل أن حاكم كاخيتي، لافاند، قد هاجم شكي بجيش كبير، وأن الشوفيين قد هُزِموا. غاضبًا من ذلك، أراد الشاه إسماعيل أن يسير نحو لافاند، لكن مرضه ووفاته أعاقا خطته.

## النتيجة
ونتيجة لهذه المسيرات، تم تمهيد الطريق لتأسيس حكم قلزباش في أراضي جورجيا الحالية. على الرغم من أن الشاه إسماعيل كان مهتمًا بنشر قوته في المزيد من المناطق الجنوبية حتى بعد معركة جالديران، إلا أنه بعد الهزيمة في معركة جالديران، زادت الأهمية الإستراتيجية لجورجيا في الصراع ضد العثمانيين في نظره. بعد ذلك، تم تنظيم المسيرات الصفوية إلى جورجيا بانتظام. ومع ذلك، فإن تعزيز قوة القزلباش في أراضي جورجيا الحالية حدث في عهد طهماسيب الأول.

## مصدر
https://iranologia.es/wp-content/uploads/2023/03/congress-of-iranology.pdf
1. ↑  "Div-Sultan Rumlu's military  expeditions to Georgia (1516, 1518, 1521) and their results" (PDF). مؤرشف من الأصل (PDF) في 2024-07-03. {{استشهاد ويب}}: line feed character في |عنوان= في مكان 28 (مساعدة)